# Tenuto (muziekprogramma)
Tenuto was een Belgische nationale muziekwedstrijd, die bekendheid had in de jaren zeventig van de 20e eeuw.
Deze wedstrijd werd op poten gezet door Frédéric Devreese (orkestleider) en ondersteund door de Vlaamse tak van de Belgische Radio- en Televisieomroep. Niet veel later sloot de Radio-Télévision belge de la Communauté française zich er bij aan. Vanaf 1970 werden via radio en televisie jonge Belgische musici in staat gesteld als solist op te treden met een symfonieorkest. De musici veelal afkomstig van één van de Belgische conservatoria moesten daarvoor wel auditie doen, er moesten daarbij twee werken uitgevoerd worden; een uit het standaardrepertoire en een uit de moderne klassieke muziek. De deelnemers mochten daarbij niet ouder zijn dan 25 jaar.
Vanaf 1972 werd aan Tenuto ook een compositiewedstrijd gekoppeld. Jonge componisten konden nieuw werk dat nog niet eerder te horen was geweest inzenden ter uitvoering. Deze wedstrijd liep tot en met 1980.
De Algemene muziek encyclopedie meldt de volgende winnaars:
- 1972: Wilfried Westerlinck (Metamorfose) en Rafaël D'Haene (Capriccio)
- 1973: Roland Coryn (Quattro movimenti) en Paul Bruyland (Orkeststudie)
- 1974: Eugeen Lievens (Epithalamion)
- 1975: Daniël Schroyens (Variations on a theme by Benjamin Britten) en Jean Gyselinck (Sinfonia da camera)
- 1976: geen eerste prijs
- 1977: Willy Caron (Dioaloghi concertantie) en Paul Beelaerts (Permutaties); bijzonder is dat Beelaerts al eerder als hoboïst de prijs had ontvangen
- 1978: geen eerste prijs
- 1979: Medikhan Zandi (Mouvement interne)
- 1980: Frank Nuyts (Alsof de hand nooit meer weggaat) en George De Decker (Lineas y puntas)

Nederland kende voor wat uitvoerende musici Jonge mensen op weg naar het concertpodium.